# Eugenio Botí Carbonell
Eugenio Botí Carbonell (Alacant, segle XIX - 1919) fou un comerciant i polític alacantí. Era propietari d'una ferreteria al carrer Major, on també comerciava amb quincalla i explosius. A finals del segle xix formà part de l'Administració de la Cambra de Comerç d'Alacant, i fou membre del Círculo Unión Mercantil (1912), de la Junta de Protección a la Infancia i president del Tiro Nacional.
Políticament va militar al Partit Conservador, adscrit al corrent d'Antoni Maura i Montaner. Fou escollit regidor de l'ajuntament d'Alacant el 1899-1901, el 1901-1903, 1909, 1910-1911 i 1914-1915. El juny de 1915 va substituir Ramón Campos Puig com a alcalde d'Alacant, càrrec que va ocupar fins a desembre del mateix any després d'un mandat força agitat degut als problemes amb el subministrament elèctric. Va morir en 1919.